# 3-Methoxypropylamin
3-Methoxypropylamin ist ein C3-Amin mit einer endständigen Methoxygruppe. Die Verbindung wird als Korrosionsinhibitor in wässrigen Medien eingesetzt. MOPA eignet sich zur schonenden Entfernung der Boc-Schutzgruppe und als Molekülbaustein für die Synthese des Farbstoffs Disperse Blue 60 und des erst kürzlich in der EU zugelassenen UV-Filters Methoxypropylamino Cyclohexenylidene Ethoxyethylcyanoacetate (S87).

## Vorkommen und Darstellung
Bei der Cyanethylierung von Methanol an Acrylnitril wird praktisch quantitativ 3-Methoxypropionitril gebildet, das an einem Nickel/Kobalt-Kontakt in Gegenwart von überschüssigem Ammoniak zu 3-Methoxypropylamin hydriert werden kann (Ausbeute 96 %).
Die Zugabe von Ammoniak bei der Hydrierung des Nitrils unterdrückt die Bildung des sekundären Amins Bis(3-methoxypropyl)amin.

## Eigenschaften
3-Methoxypropylamin ist eine klare, farblose bis gelbliche, aminartig riechende Flüssigkeit, die sich vollständig mit Wasser mischt. Eine wässrige Lösung (100 g·l−1) zeigt bei 20 °C einen pH-Wert von 11,5. MOPA ist in einer Vielzahl organischer Lösungsmittel gut löslich. Die Substanz ist hygroskopisch und luftempfindlich.

## Anwendungen
3-Methoxypropylamin neutralisiert in Wasser gelöstes und korrosiv wirkendes Kohlendioxid und wird wegen seiner guten Löslichkeit in Wasser und organischen Lösungsmitteln in Funktionsflüssigkeiten, wie z. B. Wärmeträgern, Kühlschmiermitteln, Brems- und Hydraulikflüssigkeiten oder auch bei der Trennung wasserfreier Kohlenwasserstoffmischungen in Raffinerien als Korrosionsinhibitor eingesetzt.
Unlängst wurde die schonende Entfernung der tert-Butyloxy (Boc)-Schutzgruppe von funktionalisierten Heteroaromaten, wie z. B. Indolen, beschrieben.
Die herkömmliche Boc-Abspaltung im Sauren mit z. B. Trifluoressigsäure versagt in diesem Fall.
Der temperaturstabile Dispersionsfarbstoff C.I. Disperse Blue 60 ist durch Umsetzung von Bromaminsäure mit Ammoniak und Natriumcyanid zum 1,4-Diamino-2,3-dicyanoanthrachinon, anschließende Hydrolyse zum Dicarboximid und Reaktion mit MOPA zugänglich.
Disperse Blue 60 eignet sich zur blauen Einfärbung von Produkten aus thermoplastischen Polymeren, wie z. B. Polyesterfasern.
Durch eine Knoevenagel-Reaktion von 3-Methoxypropylamin mit 1,3-Cyclohexandion entsteht analog zu 1-(2-Ethylhexylamino)-5,5-dimethyl-cyclohexenon-3 – aus 2-Ethylhexylamin mit Dimedon (5,5-Dimethylcyclohexan-1,3-dion) – die Ausgangsverbindung 3-(3-Methoxypropylamino)-2-cyclohexen-1-on für den jüngsten im Dezember 2020 von der EU zugelassenen UV-Absorber S87.
Im finalen Syntheseschritt wird in einer weiteren Knoevenagel-Reaktion die zweite Carbonylgruppe der Vorstufe zunächst mit Diethylsulfat zum Enolether und anschließend mit 2-Ethoxyethylcyanacetat zum Methoxypropylamino Cyclohexenylidene Ethoxyethylcyanoacetate (S87) umgesetzt.
Das Absorptionsmaximum λmax des in Sonnenschutzmitteln bis zu einer Konzentration von 3 % zugelassenen UV-Absorbers S87 liegt im UV-A-Bereich bei 385 nm.
Die Verbindung fällt bei der Synthese als (Z)-Isomer an und isomerisiert in Lösung innerhalb von fünf Stunden zu einem Gemisch von ca. 60 % (Z)-Isomer und ca. 40 % (E)-Isomer.